# 矢島ゆかり
矢島 ゆかり（やじま ゆかり、1983年1月26日 - ）は、かつてプラチナム・パスポートに所属していた日本のタレントであり、東京ヤクルトスワローズのパフォーマーユニットDDSの元メンバーである。

## 人物
神奈川県出身。血液型はO型。
高校時代は東京ストリートニュースの人気読者モデルとして活躍していた。
2009年には志摩夕里加と柴原麻衣の三人で「44舞」を結成した。

## 主な活動

### テレビ出演
- スワローズCafe（フジテレビ）

### イメージキャラクター
- 渋谷109「one spo」

### PV出演
- 東方神起「Rising Sun」

### ミュージカル
- EXILE「Heart of Gold」（2004年）